# Aphaenogaster quadrispina
Aphaenogaster quadrispina är en myrart som beskrevs av Carlo Emery 1911. Aphaenogaster quadrispina ingår i släktet Aphaenogaster och familjen myror. Inga underarter finns listade i Catalogue of Life.